# Листвянка (Рязанская область)
Листвянка — посёлок в Рязанском районе Рязанской области России. Является административным центром Листвянского сельского поселения.

## Географическое положение
Посёлок Листвянка расположен по правому берегу реки Листвянка, на автомагистрали М5 «Урал», примерно в 19 км к юго-востоку от центра г. Рязань.

### История
Посёлок возник в 50-х годах XX века, когда на это место из Рязани переехал совхоз "Городской" (ныне ЗАО Городское). До этого на месте посёлка уже в XVII веке существовала небольшая деревня Новосёлки.
В 1966 г. указом президиума ВС РСФСР поселок совхоза «Городской» переименован в Листвянка.
К югу от посёлка расположен аэродром «Протасово». До начала 90-х годов XX века аэродром принадлежал Рязанскому лётному училищу ДОСААФ и использовался для начальной лётной подготовки пилотов. Затем использовался для хранения выводимой из Восточной Европы авиационной техники. 31 октября 2013 года Министерство обороны передало аэродром в собственность Рязанской области. Планируется создание на базе аэродрома «Протасово» бюджетного аэропорта.

## Население
| 2010 |
| ---- |
| 2279 |

## Транспорт и связь
В посёлке расположена станция Листвянка Московской железной дороги.
Посёлок имеет регулярное автобусное сообщение с областным центром.
В посёлке Листвянка имеется одноимённое отделение почтовой связи (индекс 390542).